# Ujiie Takashi
Takashi Ujiie (sinh ngày 20 tháng 5 năm 1975) là một cầu thủ bóng đá người Nhật Bản.

## Sự nghiệp câu lạc bộ
Takashi Ujiie đã từng chơi cho Verdy Kawasaki.